# Auto GP 2013
Navigation
2012 2014
La saison 2013 des Auto GP World Series est la quatrième année de l'Auto GP, la quinzième saison de l'ancien Euroseries 3000. Le championnat débute le 11 mars à Monza et s'achève le 23 septembre sur le Circuit de Masaryk à Brno, après huit meetings. Vittorio Ghirelli remporte cette compétition.

## Repères de débuts de saison
Système de points
Course principale:
| Position         | Position         | Position         | Position         | Position         | Position         | Position         | Position         | Position         | Position         | Position |
| Nombre de points | Nombre de points | Nombre de points | Nombre de points | Nombre de points | Nombre de points | Nombre de points | Nombre de points | Nombre de points | Nombre de points |          |
| 1er              | 2ème             | 3ème             | 4ème             | 5ème             | 6ème             | 7ème             | 8ème             | 9ème             | 10ème            |          |
| ---------------- | ---------------- | ---------------- | ---------------- | ---------------- | ---------------- | ---------------- | ---------------- | ---------------- | ---------------- | -------- |
| 25               | 18               | 15               | 12               | 10               | 8                | 6                | 4                | 2                | 1                |          |

Course sprint:
| Position         | Position         | Position         | Position         | Position         | Position         | Position         | Position         | Position         | Position         | Position |
| Nombre de points | Nombre de points | Nombre de points | Nombre de points | Nombre de points | Nombre de points | Nombre de points | Nombre de points | Nombre de points | Nombre de points |          |
| 1er              | 2ème             | 3ème             | 4ème             | 5ème             | 6ème             | 7ème             | 8ème             | 9ème             | 10ème            |          |
| ---------------- | ---------------- | ---------------- | ---------------- | ---------------- | ---------------- | ---------------- | ---------------- | ---------------- | ---------------- | -------- |
| 20               | 15               | 12               | 10               | 8                | 6                | 4                | 3                | 2                | 1                |          |

Un point supplémentaire est attribué a l'auteur de la pole position en course 1. Un autre point est attribué au détenteur du meilleur tour de chaque course.
Nouveautés
- Le championnat intègre pour la première fois des épreuves au Nürburgring et à Brno. Les manches de Curitiba et de Sonoma disparaissent du calendrier.

- Une évolution de la Lola B05/52 est utilisée cette saison.

## Engagés
| Équipe                   | Voiture           | No. | Pilote              | Cat. | Manches |
| ------------------------ | ----------------- | --- | ------------------- | ---- | ------- |
| Super Nova International | Lola B05/52 Zytek | 1   | Antonio Spavone     | U21  | 1–2     |
| Super Nova International | Lola B05/52 Zytek | 1   | Francesco Dracone   |      | 3       |
| Super Nova International | Lola B05/52 Zytek | 1   | Narain Karthikeyan  |      | 4–8     |
| Super Nova International | Lola B05/52 Zytek | 2   | Vittorio Ghirelli   | U21  | Toutes  |
| Super Nova International | Lola B05/52 Zytek | 3   | Francesco Dracone   |      | 4       |
| Comtec by Virtuosi       | Lola B05/52 Zytek | 4   | Roberto La Rocca    |      | 6–8     |
| Virtuosi UK              | Lola B05/52 Zytek | 5   | Andrea Roda         |      | Toutes  |
| Virtuosi UK              | Lola B05/52 Zytek | 6   | Max Snegirev        |      | Toutes  |
| Zele Racing              | Lola B05/52 Zytek | 8   | Luciano Bacheta     |      | 1–4     |
| Zele Racing              | Lola B05/52 Zytek | 8   | Christian Klien     |      | 5       |
| Zele Racing              | Lola B05/52 Zytek | 8   | Josef Král          |      | 8       |
| Zele Racing              | Lola B05/52 Zytek | 9   | Narain Karthikeyan  |      | 1–3     |
| Zele Racing              | Lola B05/52 Zytek | 9   | Tamás Pál Kiss      |      | 4–5, 8  |
| Ghinzani Motorsport      | Lola B05/52 Zytek | 13  | Robert Visoiu       | U21  | Toutes  |
| Ghinzani Motorsport      | Lola B05/52 Zytek | 22  | Kevin Giovesi       | U21  | 4–8     |
| Euronova Racing          | Lola B05/52 Zytek | 15  | Yoshitaka Kuroda    |      | Toutes  |
| Euronova Racing          | Lola B05/52 Zytek | 16  | Kimiya Sato         |      | Toutes  |
| Ibiza Racing Team        | Lola B05/52 Zytek | 18  | Sergio Campana      |      | Toutes  |
| Ibiza Racing Team        | Lola B05/52 Zytek | 20  | Giuseppe Cipriani   |      | 1–3     |
| Ibiza Racing Team        | Lola B05/52 Zytek | 20  | Fabrizio Crestani   |      | 4       |
| Ibiza Racing Team        | Lola B05/52 Zytek | 20  | Francesco Dracone   |      | 5, 8    |
| Ibiza Racing Team        | Lola B05/52 Zytek | 20  | Tamás Pál Kiss      |      | 6–7     |
| MLR 71                   | Lola B05/52 Zytek | 24  | Giacomo Ricci       |      | 1       |
| MLR 71                   | Lola B05/52 Zytek | 24  | Tamás Pál Kiss      |      | 3       |
| MLR 71                   | Lola B05/52 Zytek | 24  | Michela Cerruti     |      | 6, 8    |
| MLR 71                   | Lola B05/52 Zytek | 71  | Michele La Rosa     |      | Toutes  |
| Manor MP Motorsport      | Lola B05/52 Zytek | 25  | Riccardo Agostini   | U21  | 1–4     |
| Manor MP Motorsport      | Lola B05/52 Zytek | 26  | Meindert van Buuren | U21  | Toutes  |
| Manor MP Motorsport      | Lola B05/52 Zytek | 27  | Daniël de Jong      | U21  | 2–8     |

| Icône | Légende                                  |
| ----- | ---------------------------------------- |
| U21   | Trophée des moins de 21 ans (U21 Trophy) |

## Calendrier de la saison 2013
Les trois premières manches sont disputées en support du WTCC, les autres manches se font en support d'autres championnats nationaux.
| Manche | Manche | Date        | Événement                   | Circuit                   | Lieu             | Pays               |
| ------ | ------ | ----------- | --------------------------- | ------------------------- | ---------------- | ------------------ |
| 1      | C1     | 23 mars     | WTCC Race of Italy          | Autodromo Nazionale Monza | Monza            | Italie             |
| 1      | C2     | 24 mars     | WTCC Race of Italy          | Autodromo Nazionale Monza | Monza            | Italie             |
| 2      | C1     | 6 avril     | WTCC Race of Morocco        | Circuit Moulay El Hassan  | Marrakech        | Maroc              |
| 2      | C2     | 7 avril     | WTCC Race of Morocco        | Circuit Moulay El Hassan  | Marrakech        | Maroc              |
| 3      | C1     | 4 mai       | WTCC Race of Hungary        | Hungaroring               | Mogyoród         | Hongrie            |
| 3      | C2     | 5 mai       | WTCC Race of Hungary        | Hungaroring               | Mogyoród         | Hongrie            |
| 4      | C1     | 1 juin      | BES Silverstone             | Circuit de Silverstone    | Silverstone      | Royaume-Uni        |
| 4      | C2     | 2 juin      | BES Silverstone             | Circuit de Silverstone    | Silverstone      | Royaume-Uni        |
| 5      | C1     | 13 juillet  | ACI/CSAI Racing Weekend     | Circuit du Mugello        | Scarperia        | Italie             |
| 5      | C2     | 14 juillet  | ACI/CSAI Racing Weekend     | Circuit du Mugello        | Scarperia        | Italie             |
| 6      | C1     | 17 août     | DTM Nürburgring             | Nürburgring               | Nürburg          | Allemagne          |
| 6      | C2     | 18 août     | DTM Nürburgring             | Nürburgring               | Nürburg          | Allemagne          |
| 7      | C1     | 31 août     | Superstars Series Donington | Donington Park            | Castle Donington | Royaume-Uni        |
| 7      | C2     | 1 septembre | Superstars Series Donington | Donington Park            | Castle Donington | Royaume-Uni        |
| 8      | C1     | 5 octobre   | ETC Cup Epilog              | Circuit de Masaryk        | Brno             | République tchèque |
| 8      | C2     | 6 octobre   | ETC Cup Epilog              | Circuit de Masaryk        | Brno             | République tchèque |

## Résultats de la saison 2013
| Manche | Manche | Événement                   | Pole position      | Meilleur tour      | Pilote vainqueur   | Équipe gagnante          |
| ------ | ------ | --------------------------- | ------------------ | ------------------ | ------------------ | ------------------------ |
| 1      | C1     | WTCC Race of Italy          | Riccardo Agostini  | Sergio Campana     | Sergio Campana     | Ibiza Racing Team        |
| 1      | C2     | WTCC Race of Italy          |                    | Kimiya Sato        | Kimiya Sato        | Euronova Racing          |
| 2      | C1     | WTCC Race of Morocco        | Sergio Campana     | Narain Karthikeyan | Sergio Campana     | Ibiza Racing Team        |
| 2      | C2     | WTCC Race of Morocco        |                    | Vittorio Ghirelli  | Luciano Bacheta    | Zele Racing              |
| 3      | C1     | WTCC Race of Hungary        | Vittorio Ghirelli  | Vittorio Ghirelli  | Kimiya Sato        | Euronova Racing          |
| 3      | C2     | WTCC Race of Hungary        |                    | Vittorio Ghirelli  | Vittorio Ghirelli  | Super Nova International |
| 4      | C1     | BES Silverstone             | Narain Karthikeyan | Vittorio Ghirelli  | Narain Karthikeyan | Super Nova International |
| 4      | C2     | BES Silverstone             |                    | Kimiya Sato        | Kimiya Sato        | Euronova Racing          |
| 5      | C1     | ACI/CSAI Racing Weekend     | Narain Karthikeyan | Kevin Giovesi      | Sergio Campana     | Ibiza Racing Team        |
| 5      | C2     | ACI/CSAI Racing Weekend     |                    | Narain Karthikeyan | Narain Karthikeyan | Super Nova International |
| 6      | C1     | DTM Nürburgring             | Narain Karthikeyan | Vittorio Ghirelli  | Narain Karthikeyan | Super Nova International |
| 6      | C2     | DTM Nürburgring             |                    | Vittorio Ghirelli  | Kimiya Sato        | Euronova Racing          |
| 7      | C1     | Superstars Series Donington | Narain Karthikeyan | Kimiya Sato        | Vittorio Ghirelli  | Super Nova International |
| 7      | C2     | Superstars Series Donington |                    | Narain Karthikeyan | Narain Karthikeyan | Super Nova International |
| 8      | C1     | ETC Cup Brno                | Vittorio Ghirelli  | Tamás Pál Kiss     | Narain Karthikeyan | Super Nova International |
| 8      | C2     | ETC Cup Brno                |                    | Kimiya Sato        | Kimiya Sato        | Euronova Racing          |

## Classement saison 2013

### Classement pilotes
| Pos. | Pilote              | MNZ | MNZ | MAR | MAR | HUN | HUN | SIL | SIL | MUG | MUG | NUR | NUR | DON | DON | BRN | BRN | Points |
| ---- | ------------------- | --- | --- | --- | --- | --- | --- | --- | --- | --- | --- | --- | --- | --- | --- | --- | --- | ------ |
| 1    | Vittorio Ghirelli   | 4   | 3   | 9   | 2   | 2   | 1   | 2   | Abd | 6   | 2   | 3   | 2   | 1   | 4   | 2   | 3   | 222    |
| 2    | Kimiya Sato         | 2   | 1   | 3   | 3   | 1   | 6   | 6   | 1   | Abd | 3   | 4   | 1   | 14† | 5   | 4   | 1   | 213    |
| 3    | Sergio Campana      | 1   | 4   | 1   | Abd | 3   | 2   | 7   | 2   | 1   | 12  | 5   | 4   | 5   | 6   | 6   | 2   | 197    |
| 4    | Narain Karthikeyan  | 5   | Abd | 6   | Abd | 8   | 4   | 1   | 12  | 3   | 1   | 1   | 5   | 2   | 1   | 1   | DSQ | 195    |
| 5    | Tamás Pál Kiss      |     |     |     |     | 5   | 5   | 3   | 7   | 5   | 4   | 6   | 6   | 7   | 8   | 5   | 5   | 99     |
| 6    | Kevin Giovesi       |     |     |     |     |     |     | 13  | 3   | 2   | 5   | 2   | 10  | 3   | 3   | Abd | 6   | 91     |
| 7    | Daniël de Jong      |     |     | 2   | Abd | 7   | 7   | 4   | 5   | NP  | 7   | Abd | 3   | 6   | 13  | 9   | 8   | 77     |
| 8    | Robert Vișoiu       | 3   | 6   | 14† | 4   | 15† | 10  | 9   | Abd | Abd | 15† | 7   | 12  | 4   | 11  | 3   | Abd | 67     |
| 9    | Meindert van Buuren | Abd | 10  | Abd | 6   | 6   | Abd | 8   | 4   | 10  | 6   | 12  | NP  | 8   | 2   | 12  | 9   | 57     |
| 10   | Riccardo Agostini   | 7   | 5   | 4   | Abd | 4   | 3   | 15  | 9   |     |     |     |     |     |     |     |     | 53     |
| 11   | Luciano Bacheta     | 8   | 2   | 8   | 1   | 16† | 9   | 10  | 8   |     |     |     |     |     |     |     |     | 49     |
| 12   | Andrea Roda         | Abd | 11  | 7   | 7   | 9   | 12  | Abd | 15  | 4   | 10  | 14  | 9   | 9   | 12  | 7   | 4   | 45     |
| 13   | Max Snegirev        | 10  | Abd | 13  | 5   | 10  | 8   | 11  | 6   | 9   | 11  | 11  | 13  | 12  | 10  | 10  | 10  | 24     |
| 14   | Antonio Spavone     | 6   | 9   | 5   | 9†  |     |     |     |     |     |     |     |     |     |     |     |     | 22     |
| 15   | Roberto La Rocca    |     |     |     |     |     |     |     |     |     |     | 8   | 7   | 11  | 7   | 8   | 7   | 20     |
| 16   | Yoshitaka Kuroda    | 11  | 7   | 11  | 8†  | 12  | Abd | 12  | 11  | 7   | 8   | 10  | Abd | 10  | 9   | 11  | 11  | 20     |
| 17   | Fabrizio Crestani   |     |     |     |     |     |     | 5   | 10  |     |     |     |     |     |     |     |     | 11     |
| 18   | Christian Klien     |     |     |     |     |     |     |     |     | 8   | 9   |     |     |     |     |     |     | 6      |
| 19   | Michela Cerruti     |     |     |     |     |     |     |     |     |     |     | 9   | 8   |     |     | 16† | 13  | 5      |
| 20   | Michele La Rosa     | 12  | 8   | 12  | 10† | 14  | Abd | 14  | 14  | Abd | 14  | 13  | 11  | 13  | 14  | 14  | 15  | 4      |
| 21   | Giuseppe Cipriani   | 9   | 13  | 10  | Abd | 13  | Abd |     |     |     |     |     |     |     |     |     |     | 3      |
| 22   | Francesco Dracone   |     |     |     |     | 11  | 11  | Abd | 13  | Abd | 13  |     |     |     |     | 13  | 14  | 0      |
| 23   | Josef Král          |     |     |     |     |     |     |     |     |     |     |     |     |     |     | 15  | 12  | 0      |
| 24   | Giacomo Ricci       | Abd | 12  |     |     |     |     |     |     |     |     |     |     |     |     |     |     | 0      |
| Pos. | Pilote              | MNZ | MNZ | MAR | MAR | HUN | HUN | SIL | SIL | MUG | MUG | NUR | NUR | DON | DON | BRN | BRN | Points |

| Trophée des -21 ans |

### Classement écuries
| Pos. | Écurie                   | MNZ | MNZ | MAR | MAR | HUN | HUN | SIL | SIL | MUG | MUG | NUR | NUR | DON | DON | BRN | BRN | Points |
| ---- | ------------------------ | --- | --- | --- | --- | --- | --- | --- | --- | --- | --- | --- | --- | --- | --- | --- | --- | ------ |
| 1    | Super Nova International | 4   | 3   | 5   | 2   | 2   | 1   | 1   | 12  | 3   | 1   | 1   | 2   | 1   | 1   | 1   | 3   | 406    |
| 1    | Super Nova International | 6   | 9   | 9   | 9†  | 11  | 11  | 2   | 13  | 6   | 2   | 3   | 5   | 2   | 4   | 2   | DSQ | 406    |
| 2    | Ibiza Racing Team        | 1   | 4   | 1   | Abd | 3   | 2   | 7   | 2   | 1   | 12  | 5   | 4   | 5   | 6   | 6   | 2   | 234    |
| 2    | Ibiza Racing Team        | 9   | 13  | 10  | Abd | 13  | Abd | 5   | 10  | Abd | 13  | 6   | 6   | 7   | 8   | 13  | 14  | 234    |
| 3    | Euronova Racing          | 2   | 1   | 3   | 3   | 1   | 6   | 6   | 1   | 7   | 3   | 4   | 1   | 10  | 5   | 4   | 1   | 233    |
| 3    | Euronova Racing          | 11  | 7   | 11  | 8†  | 12  | Abd | 12  | 11  | Abd | 8   | 10  | Abd | 14† | 9   | 11  | 11  | 233    |
| 4    | Manor MP Motorsport      | 7   | 5   | 2   | 6   | 4   | 3   | 4   | 4   | 10  | 6   | 12  | 3   | 6   | 2   | 9   | 8   | 179    |
| 4    | Manor MP Motorsport      | Abd | 10  | 4   | Abd | 6   | 7   | 8   | 5   | NP  | 7   | Abd | NP  | 8   | 13  | 12  | 9   | 179    |
| 5    | Ghinzani Motorsport      | 3   | 6   | 14† | 4   | 15† | 10  | 9   | 3   | 2   | 5   | 2   | 10  | 3   | 3   | 3   | 6   | 161    |
| 5    | Ghinzani Motorsport      |     |     |     |     |     |     | 13  | Abd | Abd | 15† | 7   | 12  | 4   | 11  | Abd | Abd | 161    |
| 6    | Zele Racing              | 5   | 2   | 6   | 1   | 8   | 4   | 3   | 7   | 5   | 4   |     |     |     |     | 5   | 5   | 138    |
| 6    | Zele Racing              | 8   | Abd | 8   | Abd | 16† | 9   | 10  | 8   | 8   | 9   |     |     |     |     | 15  | 12  | 138    |
| 7    | Virtuosi UK              | 10  | 11  | 7   | 5   | 9   | 8   | 11  | 6   | 4   | 10  | 11  | 9   | 9   | 10  | 7   | 4   | 69     |
| 7    | Virtuosi UK              | Abd | Abd | 13  | 7   | 10  | 12  | Abd | 15  | 9   | 11  | 14  | 13  | 12  | 12  | 10  | 10  | 69     |
| 8    | MLR 71                   | 12  | 8   | 12  | 10† | 5   | 5   | 14  | 14  | Abd | 14  | 9   | 8   | 13  | 14  | 14  | 13  | 27     |
| 8    | MLR 71                   | Abd | 12  |     |     | 14  | Abd |     |     |     |     | 13  | 11  |     |     | 16† | 15  | 27     |
| 9    | Comtec by Virtuosi       |     |     |     |     |     |     |     |     |     |     | 8   | 7   | 11  | 7   | 8   | 7   | 20     |
| Pos. | Pilote                   | MNZ | MNZ | MAR | MAR | HUN | HUN | SIL | SIL | MUG | MUG | NUR | NUR | DON | DON | BRN | BRN | Points |